# 原田孫七郎
原田孫七郎（日语：はらだ まごしちろう，生卒年不詳，活躍於16世紀末）是日本安土桃山時代的商人。其洗禮名為「加斯帕爾」（Gaspár），又稱為加斯帕爾原田(日语：ガスパル原田)。

## 生平
原田孫七郎原是長崎經營貿易的原田喜右衛門家族中地位較低的一員。主要從事與菲律賓的貿易，曾居住於馬尼拉，並能流利使用西班牙語。1591年（天正19年）原田孫七郎奉豐臣秀吉之命，向時任西班牙領菲律賓總督哥美斯·佩雷斯·達斯馬里尼亞斯（Gómez Pérez Dasmariñas）遞交要求向日本朝貢的書信。儘管原田孫七郎身分低微，但跟據記載他曾以派遣軍艦威脅西班牙統治下的菲律賓，如不接受朝貢要求將採取武力行動。
當時的菲律賓總督祕書哥美斯·佩雷斯·達斯馬里尼亞斯認為原田孫七郎僅是商人，不會親自處理此事，因而對他保持禮貌，並於1592年寫信回覆豐臣秀吉。他同時派遣西班牙道明會修士胡安·科波（Juan Cobo）等人作為使節前往日本。
1593年（文祿三年），原田孫七郎奉命前往被認為位於今日臺灣的「高山國」，試圖遞交一份由豐臣秀吉頒布、促其朝貢的文書《豐臣秀吉高山國招諭文書》。但由於「高山國」並非實際存在的政權，無法找到交涉對象，此次任務因而失敗，此後原田孫七郎的行蹤不明。

## 相關書籍
- 『女の浮城』 ISBN 9784643960921（早乙女貢的小說，以原田孫七郎為主人公）
- 『異国往復書翰集 増訂異国日記抄』村上直次郎編、雄松堂、1966年

## 外部連結
- 墨西哥-日本阿米戈會主頁